# Каплиця-усипальниця Потоцьких (Монастириська)
Каплиця-усипальниця Потоцьких у Монастириськах — культова споруда Католицької церкви (спочатку — латинського обряду, нині — східного), пам'ятка в місті Монастириськах Монастириської громади Чортківського району Тернопільської области України.

## Історія
Збудована 1828 року як римсько-католицька культова споруда на місцевому цвинтарі.
За даними журналістів телеканалу Тернопіль1 (Т1), каплиці — більше 400 років.
У післявоєнний період приміщення пустувало. У 1990-х роках усипальню пристосували під каплицю УГКЦ, на купол встановили хрести, відновили богослужіння.
Нині — триває реставрація.